# Niaqornaarsuk
Niaqornaarsuk  (grønlandsk "det aparte, hovedlignende"), er en bygd  med 300 indbyggere i 2010, beliggende nær Diskobugten i den tidligere Kangaatsiaq Kommune, fra 2018 Qeqertalik Kommune, Vestgrønland. Bygden ligger ved udmundingen af  Arfersiorfik Fjord, ca. 40 km sydøst for Kangaatsiaq. Indbyggerne lever hovedagelig af sommerfiskeri og vinterfangst af sæler. Der er forsamlingshus, servicehus, fiskepakhus, elforsyning, helårsvandforsyning siden 1993 og kirke fra 1981. Kirken der er nyrenoveret skolekapel har 175 siddepladser.
I 2009 blev halvdelen af den gamle skole revet ned og erstattet med helt nye lokaler, samtidig med at skolen også blev udvidet fra 600 kvadratmeter til 853 kvadratmeter. Skolen har ca,60 elever.
Niaqornaarsuk Helistop havde i 2008 172 afrejsende passagerer fordelt på 37 starter 
Arfersiorfik Fjord betyder "det sted, hvor hvalen blev observeret". Den 152 km lange fjord strækker sig mod øst ind mod indlandsisen.
68°13′56″N 52°51′30″V / 68.2322°N 52.8583°V